# Futbolista del año en Grecia
El premio al Futbolista del año en Grecia es un galardón al mejor futbolista de la liga griega durante una temporada.

## Palmarés

### Futbolista del año
- 1995 -  Georgios Georgiadis, Panathinaikos
- 1996 -  Vassilis Tsartas , AEK Atenas
- 1997 -  Demis Nikolaidis, AEK Atenas
- 1998 -  Demis Nikolaidis, AEK Atenas
- 1999 -  Grigoris Georgatos, Olympiacos
- 2000 -  Nikolaos Liberopoulos, Panathinaikos
- 2001 -  Alexandros Alexandris, Olympiacos
- 2002 -  Demis Nikolaidis, AEK Atenas
- 2003 -  Stelios Giannakopoulos, Olympiacos
- 2004 -  Dimitrios Papadopoulos, Panathinaikos
- 2005 -  Kostas Katsouranis, AEK Atenas
- 2006 -  Nikolaos Liberopoulos, AEK Atenas
- 2007 -  Nikolaos Liberopoulos, AEK Atenas
- 2008 -  Dimitris Salpingidis, Panathinaikos
- 2009 -  Dimitris Salpingidis, Panathinaikos
- 2010 -  Vasilis Torosidis, Olympiacos
- 2011 -  Avraam Papadopoulos, Olympiacos
- 2012 -  Konstantinos Mitroglou, Atromitos
- 2013 -  Dimitrios Papadopoulos, Panthrakikos
- 2014 -  Dimitrios Papadopoulos, Atromitos
- 2015 -  Nikos Kaltsas, PAE Veria
- 2016 -  Kostas Fortounis, Olympiacos
- 2017 -  Petros Mantalos, AEK Atenas
- 2018 -  Lazaros Christodoulopoulos, AEK Atenas
- 2019 -  Kostas Fortounis, Olympiacos
- 2020 -  Kostas Tsimikas, Olympiacos
- 2021 -  Giorgos Masouras, Olympiacos

### Mejor extranjero
- 1995 -  Krzysztof Warzycha, Panathinaikos
- 1996 -  Temuri Ketsbaia, AEK
- 1997 -  Krzysztof Warzycha, Panathinaikos
- 1998 -  Krzysztof Warzycha, Panathinaikos
- 1999 -  Siniša Gogić, Olympiacos
- 2000 -  Giovanni, Olympiacos
- 2001 -  Predrag Đorđević, Olympiacos
- 2002 -  Predrag Đorđević, Olympiacos
- 2003 -  Predrag Đorđević, Olympiacos
- 2004 -  Giovanni, Olympiacos /  Markus Münch, Panathinaikos
- 2005 -  Luciano, Skoda Xanthi
- 2006 -  Rivaldo, Olympiacos
- 2007 -  Rivaldo, Olympiacos
- 2008 -  Darko Kovačević, Olympiacos /  Ismael Blanco, AEK
- 2009 -  Luciano Galletti, Olympiacos
- 2010 -  Djibril Cissé, Panathinaikos
- 2011 -  Vieirinha, PAOK
- 2012 -  Kevin Mirallas, Olympiacos
- 2013 -  Rubén Rayos, Asteras Trípoli
- 2014 -  Marcus Berg, Panathinaikos
- 2015 -  Alejandro Domínguez, Olympiacos
- 2016 -  Marcus Berg, Panathinaikos
- 2017 -  Marcus Berg, Panathinaikos
- 2018 -  Amr Warda, Atromitos
- 2019 -  Vieirinha, PAOK
- 2020 -  Youssef El-Arabi, Olympiacos
- 2021 -  Youssef El-Arabi, Olympiacos

### Joven del año
- 1995 -  Demis Nikolaidis, Apollon Smyrnis
- 1996 -  Nikos Liberopoulos, Kalamata
- 1997 -  Dimitris Eleftheropoulos, Olympiacos
- 1998 -  Paraskevas Antzas, Skoda Xanthi /  Giorgos Karagounis, Apollon Smyrnis /  Pantelis Konstantinidis, Apollon Smyrnis
- 1999 -  Nikos Iordanidis, OFI
- 2000 -  Christos Patsatzoglou, Skoda Xanthi /  Kostas Katsouranis, Panachaiki F.C.
- 2001 -  Giourkas Seitaridis, Panathinaikos
- 2002 -  Spyros Vallas, Skoda Xanthi
- 2003 -  Vangelis Mantzios, Panionios
- 2004 -  Alexandros Tziolis, Panionios
- 2005 -  Panagiotis Lagos, Iraklis
- 2006 -  Panagiotis Lagos, Iraklis
- 2007 -  Sotiris Ninis, Panathinaikos
- 2008 -  Sokratis Papastathopoulos, AEK
- 2009 -  Vasilios Koutsianikoulis, Ergotelis
- 2010 -  Sotiris Ninis, Panathinaikos
- 2011 -  Ioannis Fetfatzidis, Olympiacos
- 2012 -  Panagiotis Vlachodimos, Skoda Xanthi
- 2013 -  Ergys Kace, PAOK
- 2014 -  Dimitris Kolovos, Panionios
- 2015 -  Charis Charisis, PAS Giannina
- 2016 -  Charis Charisis, PAOK
- 2017 -  Panagiotis Retsos, Olympiacos
- 2018 -  Anastasios Douvikas, Asteras Trípoli
- 2019 -  Giannis Bouzoukis, Panathinaikos
- 2020 -  Dimitris Emmanouilidis, Panionios
- 2021 -  Christos Tzolis, PAOK

### Portero del año
- 1998 -  Elias Atmatsidis, AEK Atenas
- 1999 -  Elias Atmatsidis, AEK Atenas
- 2000 -  Antonios Nikopolidis, Panathinaikos
- 2001 -  Vangelis Pourliotopoulos, Panionios de Atenas
- 2002 -  Antonios Nikopolidis, Panathinaikos
- 2003 -  Antonios Nikopolidis, Panathinaikos
- 2004 -  Antonios Nikopolidis, Panathinaikos
- 2005 -  Antonios Nikopolidis, Olympiacos
- 2006 -  Antonios Nikopolidis, Olympiacos
- 2007 -  Arkadiusz Malarz, Panathinaikos
- 2008 -  Antonios Nikopolidis, Olympiacos
- 2009 -  Antonios Nikopolidis, Olympiacos
- 2010 -  Michalis Sifakis, Aris FC
- 2011 -  Michalis Sifakis, Aris FC
- 2012 -  Orestis Karnezis, Panathinaikos
- 2013 -  Orestis Karnezis, Panathinaikos
- 2014 -  Roberto Jíménez, Olympiacos
- 2015 -  Markos Vellidis, PAS Giannina
- 2016 -  Roberto Jíménez, Olympiacos
- 2017 -  Andreas Gianniotis, Panionios
- 2018 -  Andreas Gianniotis, Atromitos
- 2019 -  Alexandros Paschalakis, PAOK
- 2020 -  José Sá, Olympiakos
- 2021 -  Sokratis Dioudis, Panathinaikos

### Entrenador del año
- 1995 -  Giannis Pathiakakis, Apollon Smyrnis
- 1996 -  Dušan Bajević, AEK Atenas
- 1997 -  Georgios Paraschos, A. O. Kavala
- 1998 -  Dušan Bajević, AEK Atenas
- 1999 -  Dušan Bajević, AEK Atenas
- 2000 -  Ioannis Kyrastas, Panathinaikos
- 2001 -  Dušan Bajević, PAOK
- 2002 -  Fernando Santos, AEK Atenas
- 2003 -  Dušan Bajević, AEK Atenas
- 2004 -  Angelos Anastasiadis, PAOK
- 2005 -  Fernando Santos, AEK Atenas
- 2006 -  Savvas Kofidis, Iraklis
- 2007 -  Ewald Lienen, Panionios
- 2008 -  Dušan Bajević, Aris Salónica
- 2009 -  Fernando Santos, PAOK
- 2010 -  Fernando Santos, PAOK
- 2011 -  Ernesto Valverde, Olympiakos
- 2012 -  Ernesto Valverde, Olympiakos /  Giorgos Donis, Atromitos
- 2013 -  Giannis Christopoulos, PAS Giannina
- 2014 -  Yannis Anastasiou, Panathinaikos
- 2015 -  Giannis Petrakis, PAS Giannina
- 2016 -  Marinos Ouzounidis, Panionios
- 2017 -  Vladimir Ivić, PAOK
- 2018 -  Manolo Jiménez, AEK Atenas
- 2019 -  Răzvan Lucescu, PAOK
- 2020 -  Pedro Martins, Olympiakos
- 2021 -  Pedro Martins, Olympiakos

- Datos: Q3650113